# Dolichopeza (Dolichopeza) victoriae
Dolichopeza (Dolichopeza) victoriae is een tweevleugelige uit de familie langpootmuggen (Tipulidae). De soort komt voor in het Australaziatisch gebied.